# حدادشه
حدادشه یک منطقهٔ مسکونی در الجزایر است که در ناحیه ثنیه واقع شده‌است. حدادشه ۳ کیلومتر مربع مساحت دارد ۳۸۰ متر بالاتر از سطح دریا واقع شده‌است.